# 천궁 (식물)
천궁(川芎)은 중국이 원산이며 한국·일본 등지에 분포하는 여러해살이풀로 높이 30-60cm이다. 뿌리줄기는 굵으며 전체에 털이 없고 줄기가 곧추서며 가지가 갈라진다. 잎은 어긋나기하며 2회깃꼴 겹잎이고 뿌리에서 난 잎은 잎자루가 길고 줄기에서 난 잎은 위로 올라갈수록 작아진다. 잎자루 밑의 잎집은 3출하고 깃모양으로 2회 갈라진다. 꽃은 흰색으로 8-9월에 피고 꽃잎은 5개이며 안쪽으로 꼬부라지고, 5개의 수술과 1개의 암술이 있다. 총포는 소총포와 같이 5-6조각으로 되고 줄 모양이며, 꽃뿌리는 작고 꽃잎은 5개로 안으로 굽으며 5개의 수술이 있다. 씨방은 하위이다. 열매는 달걀꼴이고 성숙하지 않으며, 뿌리는 강한 향기가 있고 혈액순환을 왕성하게 해주며 심근경색에 효과가 있다. 거풍, 개울, 활혈 행기의 효능이 있고 모든 풍병, 풍랭으로 인한 두통, 복통, 한사로 인한 마비, 난산, 기병, 노손, 혈병 등을 치료하며 진정·진통(지통) 및 강장제로 쓴다.

## 관리 및 번식법
- 관리법 : 약용식물로 재배한다. 북방형식물로 서늘한 곳을 좋아한다.
- 번식법 : 종자가 매우 적게 맺히므로 분주로 번식시키는 영양번식법이 일반적이다. 이른 봄 새순이 돋아날 때 포기나누기를 한다.[1]

## 참고 문헌
- 이 문서에는 다음커뮤니케이션(현 카카오)에서 GFDL 또는 CC-SA 라이선스로 배포한 글로벌 세계대백과사전의 내용을 기초로 작성된 글이 포함되어 있습니다.